# Diplodus sargus
Il sarago maggiore (Diplodus sargus Linnaeus, 1758), è un pesce di mare appartenente alla famiglia degli Sparidi.

## Tassonomia
Comprende le seguenti sottospecie:
- Diplodus sargus ascensionis (Valenciennes, 1830)
- Diplodus sargus cadenati de la Paz, Bauchot & Daget, 1974
- Diplodus sargus helenae (Sauvage, 1879)
- Diplodus sargus kotschyi (Steindachner, 1876)
- Diplodus sargus lineatus (Valenciennes, 1830)
- Diplodus sargus sargus (Linnaeus, 1758)